# Hexagenia
Hexagenia is een geslacht van haften (Ephemeroptera) uit de familie Ephemeridae.

## Soorten
Het geslacht Hexagenia omvat de volgende soorten:
- Hexagenia albivitta
- Hexagenia atrocaudata
- Hexagenia bilineata
- Hexagenia callineura
- Hexagenia limbata
- Hexagenia mexicana
- Hexagenia orlando
- Hexagenia rigida